# Grażyna Cebula-Kubat
Grażyna Cebula-Kubat (ur. 5 października 1952 w Pankach) – przewodnicząca Zarządu Krajowego Ogólnopolskiego Związku Zawodowego Lekarzy (OZZL), polska lekarka, specjalistka w zakresie pediatrii i nefrologii. 

## Edukacja i specjalizacja
Ukończyła Liceum Ogólnokształcące  w Krzepicach w 1971. Następnie studiowała na Wydziale Lekarskim Śląskiej Akademii Medycznej (obecnie Śląski Uniwersytet Medyczny) w Katowicach. Podczas studiów była starościną grupy i wicestarościną roku. W 1977 uzyskała dyplom lekarza z wyróżnieniem.
W 1982 zdała egzamin na pierwszy stopień specjalizacji z zakresu pediatrii, a w 1987 – na drugi stopień, uzyskując tytuł specjalisty pediatrii. W 2000 zdobyła też specjalizację z zakresu nefrologii.
W 2003 ukończyła studia podyplomowe w zakresie organizacji i zarządzania w służbie zdrowia prowadzone na Akademii Świętokrzyskiej im. J. Kochanowskiego (obecnie: Uniwersytet Jana Kochanowskiego) w Kielcach.

## Zatrudnienie, towarzystwa naukowe
Po otrzymaniu dyplomu lekarza, odbywała staż podyplomowy w Wojewódzkim Szpitalu Specjalistycznym (WSzS) w Częstochowie a następnie od 1978 do 1998 wykonywała praktykę lekarską w Poradni Dziecięcej Gminnego Ośrodka Zdrowia we Wręczycy Wielkiej.
W 1998 przyjęła obowiązki zastępcy ordynatora Oddziału Dziecięcego WSzS im. NMP w Częstochowie, gdzie pracowała na tym stanowisku do 2022.
Jest członkinią Polskiego Towarzystwa Pediatrycznego (od 1987) i Polskiego Towarzystwa Nefrologicznego (od 1989).

## Działalność związkowa
Wieloletnia praktyka zawodowa zarówno w podstawowej opiece zdrowotnej jak i w szpitalnej, pozwoliła jej na dogłębne poznanie mechanizmów funkcjonowania systemu opieki zdrowotnej, ze wszystkimi jego problemami i wadami.
Do Ogólnopolskiego Związku Zawodowego Lekarzy (OZZL) wstąpiła już w kilka miesięcy po powołaniu związku, w 1992. W 2004 została sekretarzem Oddziału Terenowego OZZL przy WSzS w Częstochowie, w 2006 wiceprzewodniczącą, a w 2010 wybrano ją na przewodniczącą tego oddziału. Funkcję tę pełniła przez 3 kolejne kadencje do 2022. Od 2014 jest członkinią Zarządu Krajowego (ZK) OZZL. W latach 2018-2022 była wiceprzewodniczącą ZK OZZL.
W 2022 objęła stanowisko przewodniczącej ZK OZZL, wybrana na XVI Krajowym Zjeździe Delegatów OZZL w Gdańsku, zostając następczynią założyciela i dotychczasowego przewodniczącego OZZL Krzysztofa Bukiela.
Reprezentuje OZZL w Forum Związków Zawodowych jako członkini prezydium tej centrali związkowej. Uczestniczy w Zespole Trójstronnym w Ministerstwie Zdrowia. Broni interesów lekarzy w Radzie Dialogu Społecznego, gdzie jest stałą członkinią podzespołu ds. ochrony zdrowia. Jest też stałą członkinią doraźnego Zespołu Problemowego ds. Prezydencji Rzeczpospolitej w Radzie Unii Europejskiej.

## Ważniejsze akcje
Spośród bardziej spektakularnych akcji związkowych i branżowych, współorganizowała i organizowała m.in.:
- Protest głodowy rezydentów, prowadzony w wielu miejscach w kraju w walce o naprawę systemu opieki zdrowotnej (2017)[10];
- Manifestacja Ogólnopolskiego Komitetu Protestacyjno-Strajkowego Ochrony Zdrowia, z kontynuacją Białego Miasteczka w Warszawie (2021)[11];
- Pikieta przed Ministerstwem Zdrowia w sprawie limitów na recepty[12], w wyniku której zdymisjonowany został minister zdrowia (lipiec 2023)[13];
- Protest lekarzy przed Ministerstwem Zdrowia przeciwko degradacji jakości kształcenia lekarzy, nadmiernym wymogom biurokratycznym, przeciążeniu pracą, niedofinansowaniu systemu znacznie odbiegającym od standardów europejskich (wrzesień 2023)[14].

## Wyróżnienia
- Nagrodzona honorową statuetką dr. Władysława Biegańskiego przyznawaną przez Towarzystwo Lekarskie Częstochowskie, oddział Polskiego Towarzystwa Lekarskiego, osobom i instytucjom zasłużonym dla PTL i medycyny, dzięki którym możemy prawidłowo i nowocześnie leczyć chorych oraz ratować im życie (2021);
- Wysokie miejsca w ścisłym gronie laureatek rankingu Kobieta Rynku Zdrowia – listy najbardziej wpływowych kobiet, które swoją pracą i działaniami przyczyniają się do rozwoju ochrony zdrowia w Polsce oraz rozwoju medycyny (2023, 2024). 13 marca 2025, w Katowicach, podczas uroczystej Gali wieńczącej pierwszy dzień X Kongresu Wyzwań Zdrowotnych, Grażyna Cebula-Kubat ponownie znalazła się w gronie 50 wyróżnionych, w towarzyszącym Kongresowi konkursie Kobieta Rynku Zdrowia, będącym wyróżnieniem dla menadżerek, lekarek, naukowczyń, badaczek, polityczek, urzędniczek, działaczek społecznych oraz przedstawicielek organizacji działających na rzecz pacjentów i rozwoju ochrony zdrowia.

## Życie prywatne
Zamiłowania – podróże, spływy kajakowe, filmy, książki. Mężatka. Syn mgr farmacji. Córka lekarka – specjalistka psychiatrii, psychoterapeuta, koordynator i kierownik Centrum Zdrowia Psychicznego w Wojewódzkim Szpitalu Specjalistycznym w Gorzowie Wielkopolskim.